# Stegothyris
Stegothyris là một chi bướm đêm thuộc họ Crambidae.